# Генеральний писар

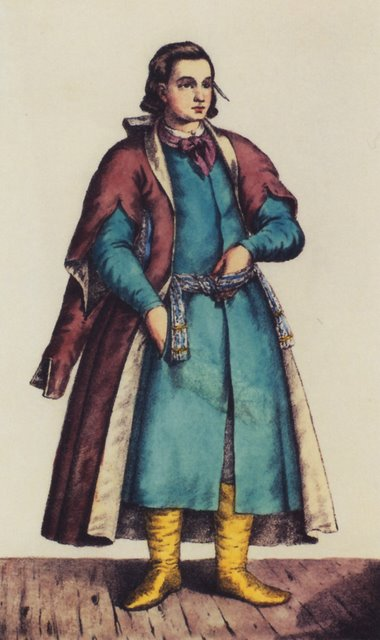
Козацький писар (1786).

Генера́льний пи́сар — військове звання вищої службової особи.

## Гетьманський уряд 17-18 ст
Генеральний писар — член генеральної старшини, вища службова особа, яка вела справи гетьманського уряду в Україні в 17-18 століттях. Іноземці називали його канцлером. Генеральний писар керував діяльністю Генеральної військової канцелярії, приймав іноземних послів, брав участь у виробленні умов міжнародних договорів, вів дипломатичне листування. Генеральний писар зберігав державну печатку.

### Список

Генеральний писар керував роботою Генеральної канцелярії і зберігав Військову печатку.

Дані подані згідно з дослідженням Володимира Кривошеї:
| квітень 1649 — кінець 1649 (початок 1650-х) |  | Іван Креховецький             | гетьманування Богдана Хмельницького                     |
| 1649 (1650)—1657                            |  | Іван Виговський               | гетьманування Богдана Хмельницького                     |
| 1657—1659.9.                                |  | Іван Груша                    | гетьманування Івана Виговського                         |
| 1659                                        |  | Юрій Немирич                  | гетьманування Івана Виговського                         |
| 1659                                        |  | Остап Фасцієвич               | гетьманування Юрія Хмельницького                        |
| 1659—1660.21.12.                            |  | Семен Голуховський            | гетьманування Юрія Хмельницького                        |
| 1660.21.12.—1661                            |  | Павло Тетеря                  | гетьманування Юрія Хмельницького                        |
| ?—1663                                      |  | Захар Шийкевич                | гетьманування Юрія Хмельницького та Івана Брюховецького |
| ? – 1661.05.                                |  | Семен Голуховський            | гетьманування Юрія Хмельницького                        |
| 1661.9.—1662.4.—?                           |  | Василь Глосинський            | гетьманування Юрія Хмельницького                        |
| 1661—1663.8.18                              |  | Михайло Вуяхевич-Височинський | гетьманування Якима Сомка                               |
| ?—1663                                      |  | Самійло Савицький             | гетьманування Якима Сомка                               |
| 1663                                        |  | Герасим Каплонський           | гетьманування Павла Тетері                              |
| 1663.17.06.—1665                            |  | Степан Потребич-Гречаний      | гетьманування Івана Брюховецького                       |
| ?—1664.12.—?                                |  | Василь Глосинський            | гетьманування Павла Тетері                              |
| 1665.8.—1666—?                              |  | Іван Чекаловський             | гетьманування Петра Дорошенка                           |
| ?—1667.6.—1668.8.—?                         |  | Лука(ш) Бускевич              | гетьманування Петра Дорошенка                           |
| ?—1668—?                                    |  | Федір Криницький              | гетьманування Івана Брюховецького                       |
| ?—1668.11.11.—?                             |  | Нестор Посудевський-Кононович | гетьманування Петра Дорошенка                           |
| 1668—1676.9.—?                              |  | Михайло Вуяхевич-Височинський | гетьманування Петра Дорошенка                           |
| 1669—1672                                   |  | Карпо Мокрієвич               | гетьманування Дем'яна Многогрішного                     |
| 1672—1687.2.                                |  | Сава Прокопович               | гетьманування Івана Самойловича                         |
| ?—1670.5.10.—?                              |  | Герман Гапонович              | гетьманування ????                                      |
| 1680—1690-і роки                            |  | Захар Шийкевич                | гетьманування ????                                      |
| 1687—1689                                   |  | Василь Кочубей                | гетьманування Івана Мазепи                              |
| 1702—1709.6.27.                             |  | Пилип Орлик                   | гетьманування Івана Мазепи                              |
| 1709—1723                                   |  | Семен Савич                   | гетьманування Івана Скоропадського та Павла Полуботка   |
| 1727 — 1728                                 |  | Семен Чуйкевич                | гетьманування Данила Апостола                           |
| 1728 — 1739                                 |  | Михайло Турковський           | гетьманування Данила Апостола                           |
| 1741.2.20.—1742.11.5.                       |  | Андрій Безбородько            | правління Малоросійської колегії                        |
| 1750.2.22.—1762.3.5.                        |  | Андрій Безбородько            | гетьманування Кирила Розумовського                      |

## Генеральний секретаріат УЦР УНР
Генеральний писар в 1917-18 роках — член Генерального секретаріату УЦР УНР — вища службова особа Української Народної Республіки. Вів справи українського уряду, зберігав державну печатку, стверджував законність та чинність документів. Посада генерального писаря існувала з 15 (28 червня) 1917 року до 9 (22 січня) 1918 року.
   Генеральними писарями були Павло Христюк, Олександр Лотоцький. З листопада 1917 — справи Генерального секретаріату вів заступник генерального писаря Іван Мірний. 22 січня 1918 року у зв'язку з перетвореннями Генерального секретаріату у Раду Народних Міністрів УНР, замість генерального писаря було встановлено посаду державного писаря. Державним писарем УНР став Іван Мірний.

## Генеральний писар Канцелярії та державний секретар часів Української Держави
- Для прийому прохань і скарг та особистого листування гетьмана П. Скоропадкого встановлювалась при ньому Власна Його Світлості Гетьмана всієї України канцелярія, яка регулювалась «Положенням про Власну Його Світлості Гетьмана всієї України канцелярію». Канцелярія складалася з геренерального писаря Канцелярії, власне Канцелярії (помічників генерального писаря, старшин з доручень, діловода, друкарок, хроникера) та медика пана гетьмана[4]. Окрім ведення діловодства, Канцелярія мала окремі ознаки внутрішньої та зовнішної розвідки при гетьмані[5]. Генеральним писарем Канцелярії став І.Полтавець-Остряниця.

- В уряді Української Держави, Раді Міністрів, керівництво справами Ради міністрів покладалось на Генерального (пізніше — державного) секретаря та підлеглу йому Генеральну канцелярію.